# John Wyer

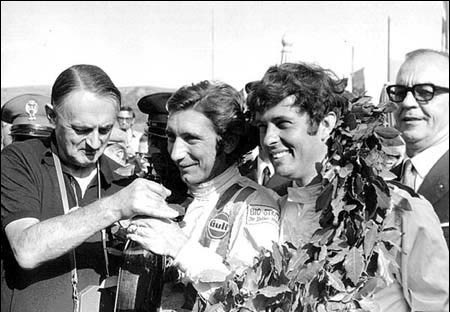
John Wyer (vänster), Jo Siffert och Brian Redman på Targa Florio 1970.

John Wyer, född den 11 december 1909 i Kidderminster i England, död 1989 i Scottsdale, Arizona, var en stallchef och stallägare i sportvagnsracing. Hans bilar var länge kända för sina tävlingsfärger ljusblått och orange, kopplade till sponsorn oljebolaget Gulf och Gulf Racing Team med dess svenske PR chef och racingteam manager Jan Olof Böckman. 
John Wyer vann, i rollen som stallchef, flera Le Mans 24-timmars-lopp. Första segern kom 1959, då Wyer var stallchef för Aston Martin. Carroll Shelby och Roy Salvadori vann loppet i en Aston Martin DBR. Stallet vann även Nürburgring 1000 km tre år i rad. 
1963 lämnade Wyer Aston Martin för att bli chef för Ford Advanced Vehicles (FAV) och leda utvecklingen av Ford GT40. Satsningen ledde till två vinster på Le Mans, 1966 och 1967 och seger i Sportvagns-VM för Ford 1966 och 1967 i klassen S+2.0, (sportvagnar med motorer över två liters slagvolym). 
När Ford drog sig ur sportvagnsracingen bildade Wyer JW Automotive (JWA), tillsammans med John Willment. Ett framgångsrikt samarbete inleddes nu med Gulf Racing Team. Stallet vann ytterligare två vinster på Le Mans 1968 och 1969 och gav Ford segern för tredje året i rad i Sportvagns-VM 1968 och då i klassen S&P, (sportvagnar och prototyper), med Ford GT40:n i de klassiska ljusblå och orange Gulf Racing Team färgerna. 
1970 inleddes ett samarbete med Porsche AG där JW Automotive och Gulf Racing Team blev Porsches officiella tävlings och utvecklingsteam, Gulf-Porsche Team, som hjälpte Porsche AG att vinna Sportvagns-VM 1970 och 1971 med god marginal med Porsche 917 och Porsche 908. 
Wyer vann ett sista Le Mans-lopp 1975, med JWA:s egen Gulf-Mirage prototyp. Året därpå sålde John Wyer sitt stall och drog sig tillbaka från motorsporten.